# USS Mission Bay (CVE-59)
USS Mission Bay (CVE-59) là một tàu sân bay hộ tống lớp Casablanca được Hải quân Hoa Kỳ chế tạo trong Chiến tranh Thế giới thứ hai; tên nó được đặt theo vịnh Mission, San Diego trên bờ biển California. Mission Bay đã hoạt động cho đến hết Thế Chiến II, đưa về lực lượng dự bị năm 1947, xuất đăng bạ năm 1958 và bị bán để tháo dỡ năm 1959.

## Thiết kế và chế tạo
Mission Bay dự định mang ký hiệu lườn AVG-59, nhưng được đổi thành ACV-59 vào ngày 20 tháng 8 năm 1942 trước khi được đặt lườn tại Xưởng tàu Vancouver của hãng Kaiser Company, Inc. ở Vancouver, Washington vào ngày 28 tháng 12 năm 1942. Nó được hạ thủy vào ngày 26 tháng 5 năm 1943; được đỡ đầu bởi bà James McDonald; nhưng được xếp lại lớp thành CVE-59 vào ngày 15 tháng 7 năm 1943. Mission Bay được Hải quân sở hữu và nhập biên chế tại Astoria, Oregon vào ngày 13 tháng 9 năm 1943 dưới quyền chỉ huy của Hạm trưởng, Đại tá Hải quân William L. Rees.

## Lịch sử hoạt động
Sau khi chạy thử máy tại vùng biển ngoài khơi California, Mission Bay khởi hành từ San Diego vào ngày 15 tháng 11 năm 1943 để đi sang vùng bờ Đông Hoa Kỳ ngang qua kênh đào Panama, đi đến Portsmouth, Virginia vào ngày 5 tháng 12. Được phân công nhiệm vụ hộ tống vận tải và tuần tra chống tàu ngầm, nó lên đường đi sang Châu Âu vào ngày 26 tháng 12, đi đến Casablanca, Maroc tại Bắc Phi vào ngày 14 tháng 1 năm 1944. Hai ngày sau nó lên đường quay trở về Hoa Kỳ, về đến Portsmouth vào ngày 8 tháng 2.
Vào ngày 20 tháng 2, Mission Bay khởi hành từ New York cùng một lô hàng máy bay Lục quân và nhân sự để chuyển giao sang Ấn Độ, ghé qua Recife, Brazil và Cape Town, Nam Phi trước khi đi đến Karachi vào ngày 29 tháng 3. Đến ngày 12 tháng 5, nó quay trở về Portsmouth. Vào ngày 28 tháng 5, chiếc tàu sân bay lại rời New York một lần nữa cho một chuyến đi sang Bắc Phi, đi đến Casablanca vào ngày 6 tháng 6, rồi lên đường quay trở về nhà hai ngày sau đó, về đến New York vào ngày 17 tháng 6. Cùng ngày hôm đó, nó mắc tai nạn va chạm với một tàu vét bùn, nên phải tiếp tục đi đến Portsmouth để sửa chữa vào ngày 22 tháng 6. Chiếc tàu sân bay rời Portsmouth vào ngày 8 tháng 9 để đi sang khu vực Nam Đại Tây Dương, và sau khi được tiếp nhiên liệu tại Dakar, Tây Phi thuộc Pháp (nay là Senegal) vào ngày 20 tháng 9, nó tiến hành tuần tra chống tàu ngầm cho đến tháng 11, trước khi quay trở về Portsmouth vào ngày 25 tháng 11.
Mission Bay khởi hành từ Portsmouth vào ngày 21 tháng 12 để đi sang vùng biển Caribe, và thực tập tại khu vực giữa Mayport, Florida và vịnh Guantánamo, Cuba cho đến tháng 3 năm 1945. Vào tháng 2, nó được lệnh đi theo hướng đến Gibraltar để gặp gỡ Quincy (CA-71) vào ngày 23 tháng 2, tiếp tục hộ tống chiếc tàu tuần dương hạng nặng trong chặng đường đưa Tổng thống Franklin D. Roosevelt và đoàn tùy tùng quay về sau khi tham dự Hội nghị Yalta từ ngày 4 đến ngày 11 tháng 2. Chiếc tàu sân bay tách khỏi đoàn trên đường đi Newport News, Virginia, thả neo tại Tây Ấn vào ngày Bermuda, 27 tháng 2, rồi tiếp tục đi đến Portsmouth vào ngày 9 tháng 3.
Sau các nhiệm vụ tuần tra chống tàu ngầm tại Bắc Đại Tây Dương từ ngày 29 tháng 3 đến ngày 14 tháng 5 trong khuôn khổ Chiến dịch Teardrop, Mission Bay hoạt động huấn luyện phi công ngoài khơi vùng bờ Đông cho đến khi nó lên đường đi vịnh Guantánamo vào ngày 19 tháng 7. Nó quay trở về Quonset Point, Rhode Island vào ngày 2 tháng 8 để tiếp tục các hoạt động huấn luyện ngoài khơi vùng bờ Đông cho đến ngày Nhật Bản đầu hàng, 15 tháng 8, và tiếp tục cho đến tháng 12. Nó tham gia lễ hội nhân Ngày Hải quân 27 tháng 10 tại Wilmington, Delaware, có sự hiện diện của Đô đốc William Halsey.
Vào ngày 19 tháng 12 năm 1945, Mission Bay được điều về Hạm đội 16, đặt cảng nhà tại Norfolk, Virginia, và tiếp tục ở lại đây như một tàu trong biên chế dự bị trong năm sau. Được đưa về thành phần dự bị vào ngày 21 tháng 2 năm 1947, nó gia nhập Hạm đội Dự bị Đại Tây Dương tại Norfolk, rồi gia nhập đội New York vào ngày 30 tháng 11 năm 1949. Vào ngày 12 tháng 6 năm 1955, nó được xếp lại lớp với ký hiệu lườn CVU-59. Chiếc tàu sân bay đa dụng được rút khỏi danh sách Đăng bạ Hải quân vào ngày 1 tháng 9 năm 1958; và lườn tàu bị bán cho hãng Hugo Neu Corp tại thành phố New York vào ngày 30 tháng 4 năm 1959 để tháo dỡ.